# Walther Modell 4
Walther Modell 4 — немецкие самозарядные пистолеты, разработанные фирмой «Carl Walter Waffenfabrik» как полицейское или военное оружие.

## История
Увеличение длины ствола, габаритов оружия и применение патрона 7,65 мм Browning позволило приблизить характеристики пистолета к требованиям, предъявляемым для военного или полицейского оружия. Пистолет получился достаточно удачным, благодаря чему Walter Waffenfabrik получила военный заказ на изготовление 250 тысяч пистолетов модели № 4. Собственных мощностей фирмы для выполнения такого крупного заказа не хватало, поэтому Вальтер прибег к услугам субподрядчиков. В итоге модель 4 производили, кроме Вальтера, девять фирм в Зуле и Гейдерсбахе.

## Устройство
Walther Modell 4 — самозарядный пистолет, работа автоматики которого основана на использовании энергии отдачи свободного затвора. Ударно-спусковой механизм куркового типа, с внутренним расположением курка. Выбрасыватель и окно для извлечения гильз располагается с левой стороны затвора. Для разборки оружия в передней части затвора установлена втулка, которая фиксируется специальным рычагом, расположенным справа, в нижней части затвора или имеет байонетное крепление. Прицельные приспособления состоят из мушки, расположенной на передней втулке и целика на затворе. Ранние модели вместо целика имели прорезь в верхней части затвора.
Рычаг предохранителя размещён с левой стороны рамки в задней её части.

## Разновидности
Пистолеты выпускались в четырех основных вариантах, которые отличались друг от друга маркировкой и некоторыми конструктивными особенностями.
- Первый вариант имел рычаг в нижней части затвора справа для фиксации передней втулки. На поверхности затвора было выполнено 12 вертикальных канавок треугольного сечения.

Передняя втулка пистолетов второго и последующих вариантов крепилась к затвору байонетным креплением.
- Пистолеты второго варианта имели на боковой поверхности затвора семь наклонных канавок прямоугольного сечения. У пистолетов второго варианта более позднего выпуска появился целик. Пистолеты второго варианта выпускали по лицензии и другие предприятия. Данное оружие имеет также незначительные особенности маркировки.
- Третий вариант имел спусковой рычаг, размещенный внутри рамки, и не выступающий слева у спусковой скобы. Канавки на затворе наклонные, треугольного сечения, в количестве 16 штук.
- Четвертый вариант отличается от третьего лишь особенностями маркировки.

## Страны-эксплуатанты
- Германская империя — поступали на вооружение сотрудников железнодорожной полиции (Reichsbahnpolizei), в ходе первой мировой войны некоторое количество пистолетов использовалось в качестве личного оружия офицеров рейхсвера
- Веймарская республика — находились на вооружении полиции Баварии по меньшей мере до 1933 года
- Нацистская Германия — некоторые образцы использовались фольксштурмом

## В кино
«Вальтер» модели 4 показан в советском телефильме «Место встречи изменить нельзя» как орудие убийства Ларисы Груздевой (хотя персонажи называют пистолет «Баярдом» калибра 6,35 мм).